# Batalla de Rovereto

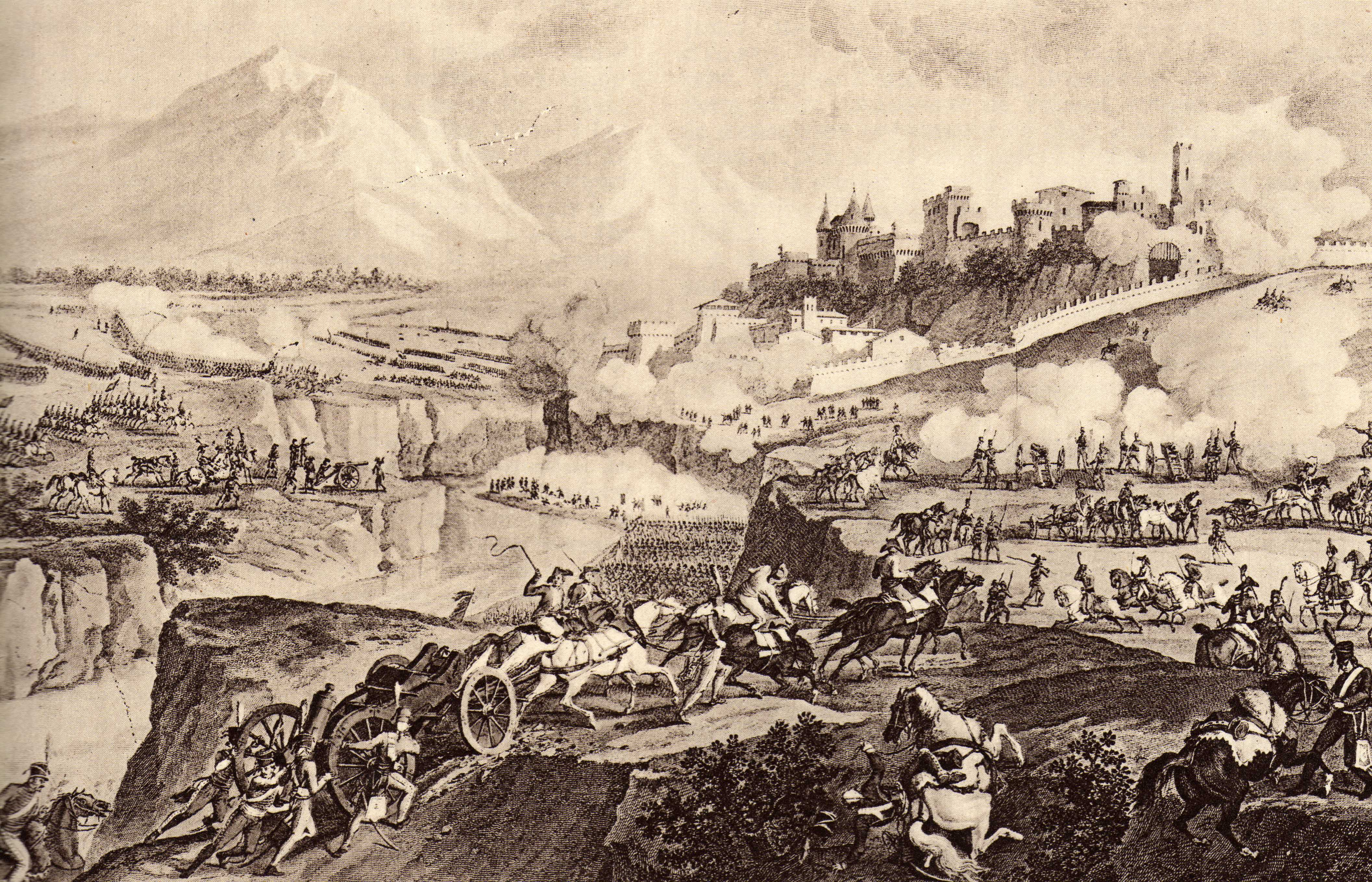
Batalla de Rovereto.

En la Batalla de Rovereto (también conocida como la Batalla de Roveredo) el 4 de septiembre de 1796 un ejército francés comandado por Napoleón Bonaparte derrotó un cuerpo austríaco por Paul Davidovich durante la Guerra de la Primera Coalición, formando parte de las guerras Revolucionarias francesas. La batalla se libró cerca de la ciudad de Rovereto, en el valle superior del río Adigio en el norte de Italia. 
La acción se libró durante el segundo alivio del Sitio de Mantua. Los austríacos abandonaron el ejército de Davidovich en el valle superior del Adigio mientras transfirieron dos divisiones a Bassano del Grappa al marchar hacia el este y luego hacia el sur por el valle del río Brenta. El comandante del ejército austríaco Dagobert von Würmser planeaba marchar al sudoeste de Bassano a Mantua, completando la maniobra en el sentido de las agujas del reloj. Mientras tanto, Davidovich estaría amenazando con distraer a los franceses. 
El próximo movimiento de Bonaparte no se ajustó a las expectativas de los austriacos. El comando francés avanzó con tres divisiones, una fuerza que superaba en número a Davidovich. Los franceses defendieron constantemente a los defensores austriacos todo el día y los derrotaron por la tarde. Davidovich retrocedió bien hacia el norte. Este éxito permitió a Bonaparte seguir a Würmser por el valle de Brenta hasta Bassano y, finalmente, atraparlo dentro de las murallas de Mantua.

## Trasfondo histórico

### Planes
Después de ser derrotado en la batalla de Castiglione el 5 de agosto, el ejército austriaco bajo Feldmarschall Würmser se retiró al norte de Trento. Mientras tanto, el ejército francés reanudó el Sitio de Mantua. Jean-Joseph Sahuguet y el general de brigada Claude Dallemagne.

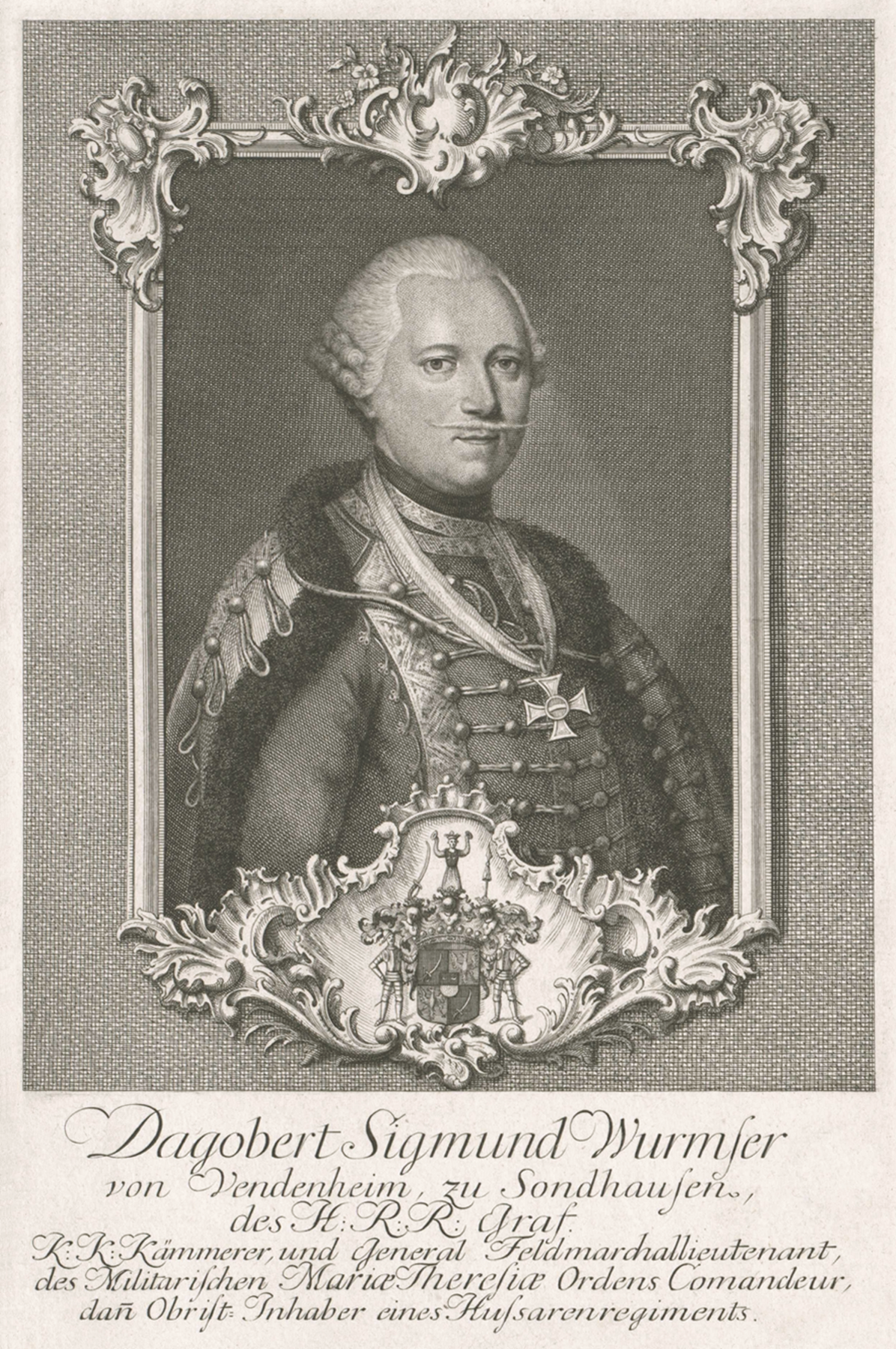
Dagobert von Würmser

El 26 de agosto, emperador Francisco II al segundo intento de la fortaleza de Mantua. El nuevo jefe de gabinete de Würmser, Feldmarschall-Leutnant Franz von Lauer, por lo tanto, elaboró planes para una ofensiva. La división de Feldmarschall-Leutnant Johann Meszaros cerca de Bassano se reforzó a 10,700 tropas. Würmser lideraría dos divisiones desde Trento hasta el valle del río Brenta. Este camino fue al este, luego al sur para llegar a Bassano. Desde esa ubicación, los austríacos girarían hacia el sudoeste, se unirían a Meszáros y marcharían a Mantua por Legnago. 
La guarnición de Mantua, con 17.300 hombres, recibió órdenes de organizar ataques contra los sitiadores cuando el ejército de socorro se acercaba. Feldmarschall-Leutnant Davidovich con 19.600 tropas defendió Trento. Si las fuerzas francesas que lo enfrentaban se debilitaran, se mudaría al sur en Mantua. Lauer notó que el ejército francés "había sufrido mucho durante los recientes combates y no se había recuperado adecuadamente, ni recibió refuerzos significativos. Sin embargo, sacó algunas conclusiones peligrosas de esto ..." Lauer predijo con confianza que el ejército francés permanecería tranquilo. el tiempo suficiente para que el esfuerzo de socorro de Austria se ponga en marcha.
De hecho, el gobierno francés aprobó una estrategia que envió al Ejército de Italia al norte a través del Paso del Brennero para enlazar con el General del ejército de la División Jean Moreau en Baviera. En consecuencia, el general de División Bonaparte planeó reunir a 33,000 soldados de las divisiones de los generales de la división Claude Belgrand de Vaubois, André Masséna y Pierre Augereau, y luego avanzar a Trento. Sus 13,500 hombres restantes cubrieron el bloqueo de Mantua y la línea del Adige cerca de Verona y Legnago. Bonaparte instruyó a Sahuguet y al general de División Charles Kilmaine a abandonar una guarnición en Peschiera del Garda y volver a caer detrás del río Oglio si no podían resistir un ataque austríaco desde el este. 

## Batalla

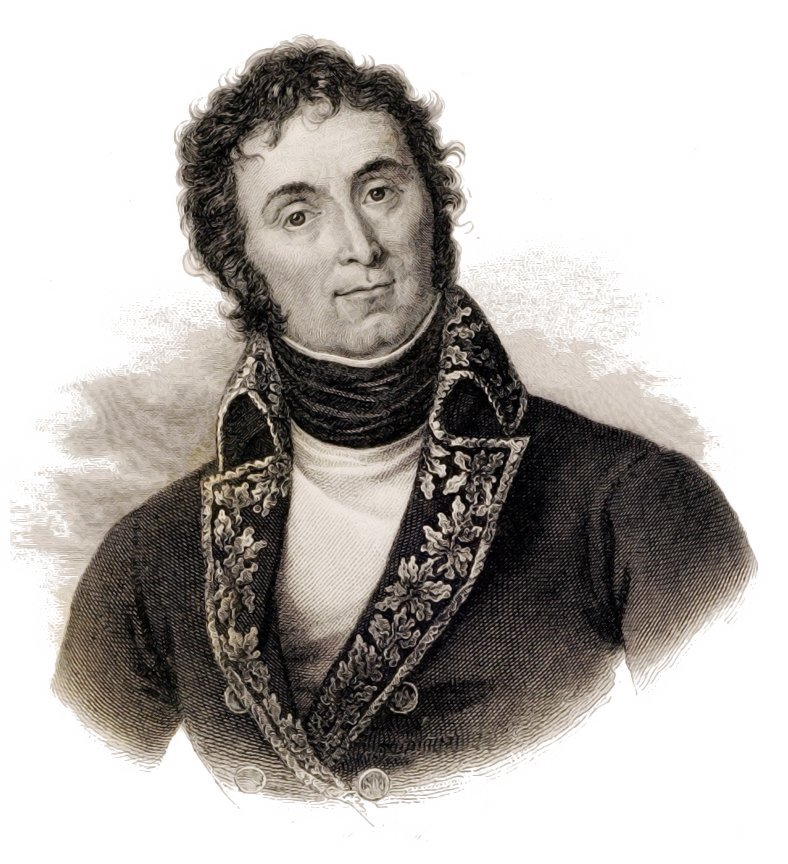
André Masséna

La división de 4,100 hombres Feldmarschall-Leutnant Karl Philipp Sebottendorf se trasladó el 1 de septiembre. Pronto fue seguida por los 4600 soldados de Feldmarschall-Leutnant Peter Quasdanovich. Davidovich controlaba 19,555 soldados, pero solo 13,695 de ellos estaban disponibles de inmediato. Desplegó las brigadas de los generales Josef Philipp Vukassovich y Johann Rudolph Sporck cerca de Rovereto, mientras que la brigada del mayor general, el príncipe Heinrich XV de Reuss-Plauen, sostuvo a Trento y algunas posiciones al oeste del Adige. Las brigadas del mayor general Johann Loudon en el Valtelline y el mayor general Johann Grafen en el Vorarlberg no se encontraban dentro de la distancia de apoyo.
Vaubois, con 10,000 hombres, yacía al oeste del lago de Garda. Puso al general de la brigada Jean Joseph Guieu y su brigada en barcos, mientras que sus otras dos brigadas marcharon hacia el norte, pasando el lago Idro, hacia Riva del Garda, en el extremo norte del lago. Junto con Guieu, Vaubois giró hacia el este en dirección a Rovereto. Bonaparte envió a los 13,000 soldados de Masséna que avanzaban directamente hacia el norte por el valle de Adige, mientras los 9,000 hombres de Augereau luchaban a través de las montañas al norte de Verona. 
El 3 de septiembre, Masséna atacó a 1.500 de las tropas de Vukassovich cerca de Ala y los condujo de nuevo a Marco en la orilla este del Adige. Vukassovich intentó advertir a Davidovich, pero su superior estaba ausente en una conferencia con Würmser en Trento. Vaubois hizo a un lado algunos elementos de la brigada de Reuss en Nago-Torbole y se mantuvo listo para atacar una posición austríaca en Mori en la orilla oeste. Mientras tanto, Würmser se dio cuenta de la amenaza francesa para Trento, pero sin embargo siguió su estrategia de moverse a través del valle de Brenta. 
Al amanecer, la división de Masséna atacó a los austriacos de Vukassovich en Marco. El general de Brigada Claude-Victor Perrin dirigió una semi-brigada en línea recta hacia la carretera principal, mientras que el general de la Brigada Jean Joseph Magdeleine Pijon se apoderó de la tierra alta en un flanco. Después de una fuerte resistencia, los austriacos se retiraron para evitar ser cortados. Masséna persiguió vigorosamente, rompiendo varias formaciones austriacas. Cuando llegó a Rovereto, Vukassovich se mantuvo firme otra vez hasta el mediodía. Luego cayó hacia Calliano con el remanente de su brigada y las tropas de Sporck. En este momento, Vaubois había capturado a Mori en la orilla oeste.
Davidovich colocó al coronel Karl Weidenfeld y al Regimiento de Infantería Preiss 24 en una posición formidable en la garganta del Adige para cubrir la retirada de sus fuerzas. Sin embargo, la moral del regimiento era pobre después de sufrir bajas y ser empujado fuera de varias líneas defensivas. Ayudados por el fuego de artillería dirigido por el General de la Brigada Elzéar Auguste Cousin de Dommartin, las tropas de Masséna atacaron en pesadas columnas y se abrieron paso. Creyéndose bien cubiertos por la fuerza de Weidenfeld, Vukassovich y Spork les permitieron a sus tropas preparar la cena cuando llegaron a Calliano. Sin previo aviso, los franceses interrumpieron el proceso asaltando el campamento al final de la tarde. El resultado fue una derrota de los austriacos supervivientes.

## Resultado
Los franceses perdieron 750 bajas durante el día. Las pérdidas austriacas incluyeron 3.000 muertos, heridos y prisioneros, más 25 cañones y 7 colores capturados. Durante la noche, Davidovich evacuó Trento y se replegó a Lavis, un pueblo en el río Avisio y la frontera sur del territorio austríaco, donde se unió a Reuss. Masséna entró en Trento la mañana del 5 de septiembre, seguido de Vaubois. En este momento, Bonaparte descubrió el plan de Würmser de marchar hacia el este en el valle de Brenta. Descartó la estrategia de unirse a Moreau y adoptó un plan muy audaz.
Lejos de retirarse Bonaparte ordenó a Vaubois que bloqueara los caminos al norte de Trento con 10.000 hombres, mientras que las 22.000 tropas restantes partieron en pos de Würmser por el mismo paso que los austríacos usaban. Este era un curso extremadamente arriesgado, ya que el funcionamiento del Ejército de Italia dependería totalmente de lo que podría hacer un local, e incluso un control temporal del Brenta podría llevar a la inanición en medio de los Alpes.
El 5 de septiembre, Vaubois cruzó el puente del río Avisio, atacó a Davidovich en Lavis y lo condujo más al norte. Satisfecho porque Davidovich ya no era una amenaza, Bonaparte sintió la división de Augereau en Levico Terme tras la pista de Würmser. Pronto, las tropas de Massena siguieron en la estela de Augereau. Este set para la próxima escaramuza en Primolano el 7 de septiembre y la Batalla de Bassano el 8 de septiembre.